# Cereali
Cereali, en llatí Cerealius, en grec antic Κερεάλιος, va ser un poeta grec d'època i lloc de naixement desconeguts. Se li atribueixen tres epigrames conservats a l'Antologia grega, però almenys el tercer és molt dubtós que fos d'ell.
Dels altres dos, el primer és una al·lusió jocosa als concursos poètics dels jocs grecs, i el segon posa en ridícul aquells gramàtics que pensaven fer-se passar pels escriptors àtics purs utilitzant algunes paraules del dialecte àtic i usant locucions obsoletes.